# Spinus spinescens
El jilguero andino o lúgano andino (Spinus spinescens) es una especie de ave paseriforme de la familia Fringillidae propia del noroeste de América del Sur. Se puede encontrar en los Andes septentrionales de Venezuela, Colombia y Ecuador.
Su hábitat natural son los bosques húmedas tropicales montanos.